# Georg Horn (teólogo)
Georg Horn (Hammelburg, 22 de dezembro de 1542 — Hammelburg, 24 de setembro de 1603) foi teólogo, reformador e historiador alemão. 

## Publicação
- Chimia sive traditio summae perfectionis et inveitigatia magisterii ... - 1558